# Universidade de Graz

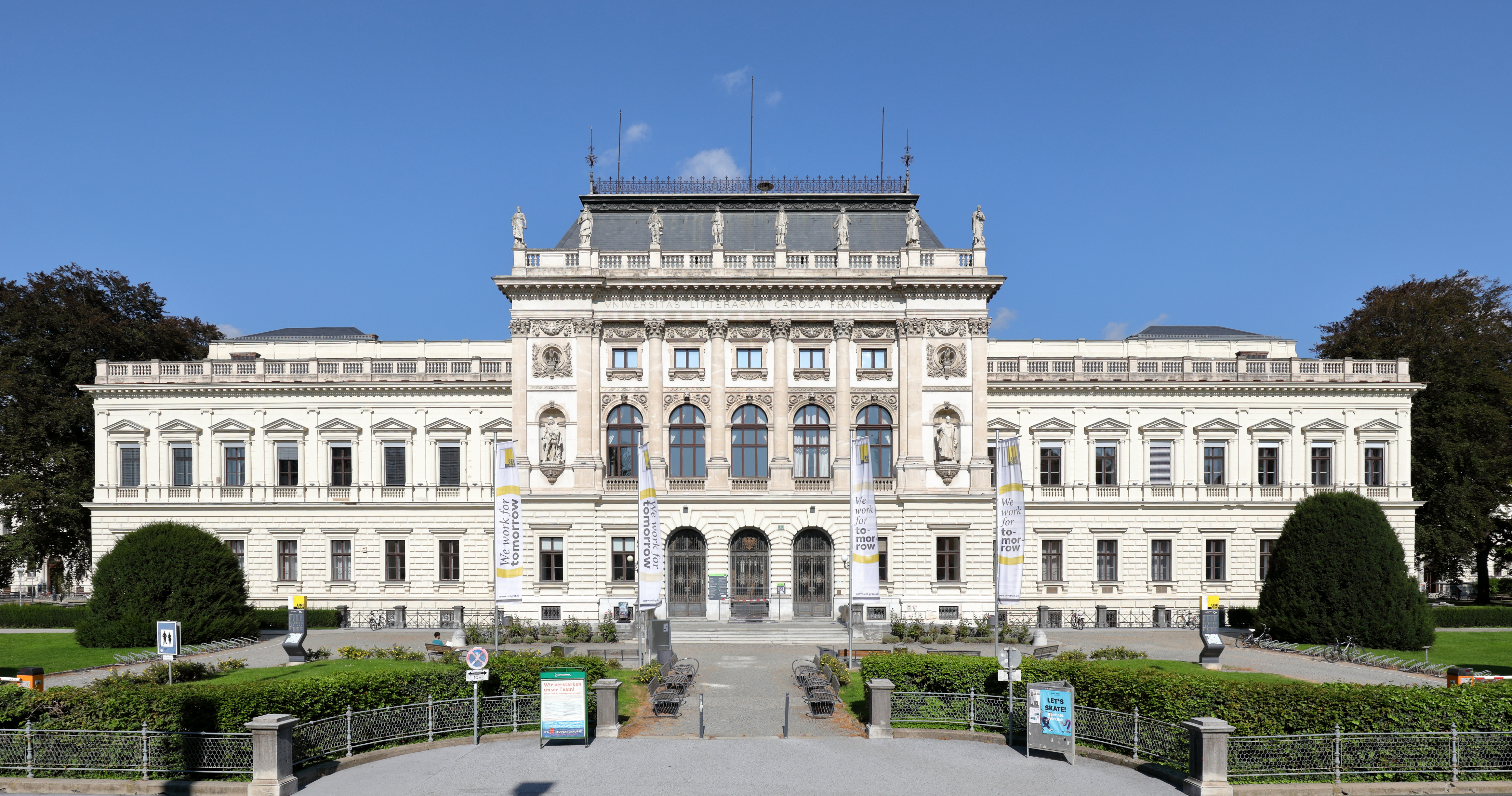
Frente principal da Universidade de Graz.

A Universidade de Graz (em alemão Karl-Franzens-Universität Graz), fundada em 1585, é a segunda maior universidade da Áustria. Está localizada em Graz.